# Коста до Насименто, Маркос Пауло
Маркос Пауло Коста до Насименто (порт. Marcos Paulo Costa do Nascimento; родился 1 февраля 2001, Сан-Гонсалу) — бразильский и португальский футболист, нападающий испанского клуба «Атлетико Мадрид», выступающий на правах аренды за бельгийский «РВДМ47».

## Клубная карьера
С 2011 года выступал за молодёжную академию клуба «Флуминенсе».
30 января 2019 года дебютировал в основном составе «Флуминенсе» в матче Лиги Кариока против клуба «Мадурейра». 18 мая 2019 года дебютировал в бразильской Серии A в матче против клуба «Крузейро». 30 июля 2019 года сделал «дубль» в ворота уругвайского «Пеньяроля» в матче Южноамериканского кубка.
5 июля 2021 года подписал пятилетний контракт с испанским клубом «Атлетико Мадрид».
24 августа 2021 года на сезон был отдан в аренду в португальский клуб «Фамаликан».
29 августа 2024 года на сезон был отдан в аренду в бельгийский клуб «РВДМ47».

## Карьера в сборной
В 2018 году получил вызов в сборную Португалии до 18 лет.
1 июня 2019 года дебютировал в составе сборной Португалии до 19 лет на турнире в Тулоне. 4 июня забил гол в ворота сборной Англии до 20 лет.